# Solanum youngii
Solanum youngii är en potatisväxtart som beskrevs av Sandra Diane Knapp. Solanum youngii ingår i släktet skattor som ingår i familjen potatisväxter. Inga underarter finns listade i Catalogue of Life.